# Friedrich Bay
Friedrich Albert Bay (auch Frieder Bay; * 15. April 1940 in Hürben; † 2. April 2023) war ein deutscher Biologe, Biologiedidaktiker und Hochschullehrer.

## Leben
Bay absolvierte das Abitur am Gymnasium Giengen. Er wurde am Pädagogischen Institut Eßlingen zum Volksschullehrer ausgebildet. Anschließend war er Junglehrer in Wernau. Danach absolvierte er ein Studium der Pädagogik an der Universität Tübingen, war Assistent an der Pädagogischen Hochschule Ludwigsburg und wurde 1969 Professor für Biologie und ihre Didaktik, mit den Schwerpunkten Ökologie, Zoologie und Grundschuldidaktik an der Pädagogischen Hochschule Schwäbisch Gmünd.
Bay wurde an der Tübinger Universität mit der Dissertation Untersuchungen zur Lichtsteuerung der Aktivitätsperiodik von Fledermäusen: Myotis myotis Borkh. 1797 und Phyllostomus discolor A. Wagner 1843 zum Dr. rer. nat. promoviert. Er war von 1977 bis 2007 Vorsitzender der Ortsgruppe Schwäbisch Gmünd des Naturschutzbundes Deutschland (NABU). Daneben war er von 1980 bis 1984, von 1992 bis 1996 sowie von 2006 bis 2011 Vorsitzender des Naturkundevereins Schwäbisch Gmünd, in dem er ab 1972 Mitglied war, sowie aktives Mitglied im Arbeitskreis Naturschutz Ostwürttemberg, Raum Schwäbisch Gmünd (ANO). Außerdem war er in der evangelischen Kirche in Waldstetten im Ostalbkreis engagiert.
Bay ging 2005 als Professor in den Ruhestand. Er war Ehrenpräsident des Stamms Einhorn der Pfadfinder. Außerdem wurde er 2004 für seine Verdienste mit dem Bundesverdienstkreuz am Bande ausgezeichnet.

## Werke (Auswahl)
- Untersuchungen zur Lichtsteuerung der Aktivitätsperiodik von Fledermäusen, Tübingen 1976.
- Studienbriefe für Biologielehrer zur Unterrichtspraxis der Sekundarstufe I. Teil: 1., Grundzüge einer Biologie-Didaktik der Sekundarstufe I, DIFF, Tübingen 1978.
- Mitwirkung am Handbuch des Biologieunterrichts. Band 1: Phänomen Vielfalt, Aulis Deubner, Köln 1988.
- mit Dieter Rodi: Wirksamkeitsuntersuchungen von Ausgleichs- und Ersatzmassnahmen im Strassenbau: dargestellt am Beispiel B 29, Lorcher Baggerseen, Bundesminister für Verkehr, Abt. Strassenbau, Bonn-Bad Godesberg 1991.